# Poljane pri Podgradu
Poljane pri Podgradu este o localitate din comuna Hrpelje - Kozina, Slovenia, cu o populație de 9 locuitori.